# Great Baseball (videójáték, 1987)
A Great Baseball baseball-videójáték, melyet a Sega fejlesztett és jelentetett meg. A játék 1987-ben jelent meg Észak-Amerikában és Európában, kizárólag Master Systemre. A játék The Pro jakjú: Pennant Race címmel egy feljavított verziót is kapott, amely 1987 augusztusában jelent meg Japánban.

## Játékmenet
A játékos egy baseballcsapat vezetőedzői szerepét veheti magára, és összesen akár 26 csapatot is vezényelhet a ligabajnoki címért. A játékos hagyományos kilenc játékrészből álló mérkőzéseken irányítja a csapata támadó- és védőjátékát. Az 1-es csapat mindig a játékrészek tetején, a 2-es mindig az alján üt. Egyjátékos módban az irányított csapat kiválasztása után a gép automatikusan választja ki a mesterséges intelligencia által vezérelt ellenfelet. A kétjátékos mérkőzéseknél a két játékos szabadon választhat csapatot, azonban mindkettőnek ugyanabban a ligában kell szerepelnie.
A játékos a kezdődobó kiválasztása után annak legjobb dobódobást és a staminaszintjét is megadhatja. Nagyobb stamina mellett a dobódobások sebessége és pontossága tovább marad konzisztens szinten. Az ütőjátékok során mérkőzésenként legfeljebb négy csere ütőjátékost is be lehet váltani. A csereütőket az adott féljátékrész előtt kell megadni. A védőjátékok során az elkapót leszámítva az összes játékos szabadon vezérelhető.
A játék egyik verziójához sem váltottak meg semmiféle liga- vagy játékosszövetség licencet sem, a nyugati kiadásban a csapatokat Major League Baseball-, míg a japánban Nippon Professional Baseball-gárdákról mintázták, azokat kitalált játékosokkal töltötték fel. Az észak-amerikai kiadásban miután az ütőjátékos játékba hozta a labdát a játék átvált izometrikus nézetbe, a japán változat ezt felülnézeti kamerállásra váltotta. Ezek mellett a japán verzióban a nyugati kiadásban kritizált ütőjátékosok közötti szüneteket lerövidítették.

## Fogadtatás
A játék megosztott kritikai fogadtatásban részesült. A Computer and Video Games 76/100-as pontszámot adott a játékra, megjegyezve, hogy a hangok, a grafika és az animáció is magas minőségű. A játék elsődleges hibájának azt emelték ki, hogy a baseballt a természeténél fogva nehéz videójátékos formában visszaadni. „A baseball nem igazán folyik olyan jól játékként, mint a labdarúgás.” Negatívumként emelte ki a gyakori megállásokat, amik a játékba való teljes belemerülést is nagyban gátolják. A szócikk írója mindezek ellenére megjegyezte, hogy akik az igazi baseballt kedvelik, azok nem fognak csalódni a játékban.
A német Aktueller Software Markt a gyenge grafikát és hangokat, illetve a nehézkes és lassan reagáló irányítást is negatívumként emelte ki.

## Fordítás
- Ez a szócikk részben vagy egészben  a   Great Baseball című angol Wikipédia-szócikk ezen változatának fordításán alapul.  Az eredeti cikk szerkesztőit annak laptörténete sorolja fel. Ez a jelzés csupán a megfogalmazás eredetét és a szerzői jogokat jelzi, nem szolgál a cikkben szereplő információk forrásmegjelöléseként.